# Giana Anguissola
Giannina Anguissola, detta Giana (Travo, 14 gennaio 1906 – Milano, 12 febbraio 1966), è stata una scrittrice e pubblicista italiana.

## Biografia[1]
Nata a Travo (PC), Giannina Anguissola, detta Giana, porta il cognome di una antica famiglia di signori piacentini. Ama da sempre leggere, scrivere e dipingere e studia con passione. Molto precoce come scrittrice, inizia a scrivere opere di narrativa a soli sedici anni e si presenta alla redazione del Corriere della Sera con un suo racconto e tanto coraggio, chiedendo di essere ricevuta dal direttore Luigi Albertini, "Perché Annie Vivanti (allora nota scrittrice) ha letto il racconto e mi manda da lui"; questa piccola bugia le fa ottenere il colloquio e la collaborazione con numerosi periodici milanesi: scrive per i periodici collegati al Corriere della Sera, ovvero su La Lettura, La Domenica del Corriere e Il Corriere dei Piccoli. Su La Lettura, oltre a pubblicare novelle, dal 1929 e per tutti gli anni trenta, con lo pseudonimo di Gianola curò una rubrica di moda di grande richiamo anche grazie al sodalizio con la disegnatrice Brunetta, alias Brunetta Moretti Mateldi. Alla fine degli anni Venti iniziò anche la collaborazione al quotidiano piacentino La Scure che proseguì anche nel secondo dopoguerra quando il nome della testata mutò in La Libertà. Il 3 aprile 1933 sposa lo scrittore Rinaldo Küfferle; il 2 marzo 1943 nasce il figlio Riccardo.
Contemporaneamente al successo d'esordio ottenuto con il romanzo per adulti Il romanzo di molta gente (premio "Le stanze del libro" destinato ad autori emergenti nell'ambito del Premio Viareggio del 1933), Giana Anguissola si afferma come scrittrice per ragazzi scrivendo novelle e racconti a puntate sul Corriere dei Piccoli che spesso illustra lei stessa con personaggi che chiama "pupazzetti". Mentre la scrittura per i giovani, nell'ambito del filone realistico ma anche in una originale produzione fantastica, fluisce con naturalezza, la produzione letteraria per adulti incontra minor successo di pubblico e di fatto si esaurirà nell'immediato dopoguerra quando l'attenzione di Giana si volgerà in via elettiva verso la letteratura per ragazzi, con particolare attenzione al mondo delle adolescenti con opere come Il diario di Giulietta (1954), Priscilla (1958), Pierpaola (1959), L'inviata specialissima (1959), Io e mio zio, (1960) fino ad arrivare ai maggiori successi con Violetta la timida (1963). Nel 1954 con la riedizione de Gli eredi del circo Alicante ottiene il premio Soroptimist e nel 1959 con Priscilla il Premio della presidenza del consiglio e la Menzione dell'International Board on Books for Young People.
Nel 1957 vince il Premio Saint-Vincent per il giornalismo e nel 1964 il Premio Bancarellino, con il romanzo che sarà il suo più diffuso: Violetta la timida.
Dagli anni 50 in poi tutte le sue opere sono edite da Ugo Mursia, casa editrice milanese con cui l'autrice stabilisce un sodalizio che durerà fino alla sua morte.
Fu tra i primi scrittori per ragazzi a riconoscere l'importanza degli emergenti mass-media, radio e televisione, per la diffusione della cultura e per suscitare l'amore per la lettura. Per la radio realizzò Dramma a vent'anni, commedia in due atti del 1945, e curò la lettura di alcuni suoi romanzi quali Gli eredi del Circo Alicante e Seguendo una lira. Per l'esordiente TV dei Ragazzi venne chiamata a realizzare la sceneggiatura di 21 episodi del Diario di Giulietta nel 1954 e Le avventure di Pinocchio nel 1959.
Ha scritto pubblicato alcuni racconti anche sulla rivista Pioniere dell'Unità nel 1964 dal titolo : La rosetta (n° 19 e 20 della rivista), Ciu Ciao cane infelice (n° 22), La battaglia per Rossino (n° 23), Ai lavori forzati (n° 25), Un discorso da grandi (n° 26), Il crollo (n° 26) e Andò così (n° 38). 
Ha scritto un racconto sul Pioniere nel 1960 dal titolo Spiraglia alla ricerca di spiraverde dal n° 29 al n° 32.
Ottima giornalista, fu anche inviata speciale per la Gazzetta Lombarda, da cui fu mandata in Polesine per descrivere la disastrosa alluvione del 1951.
La recidiva di un tumore al seno la costrinse al ricovero in una clinica di Milano dove continuava a scrivere il suo ultimo romanzo Aniceto o la bocca della verità: esso fu portato poi a termine dalla sua editrice e amica Giancarla Mursia Re e pubblicato postumo nel 1972.
Uscì postumo, nel 2007 a cura del figlio Riccardo Kufferle, anche il suo libro Buona tavola e belle lettere originale ricettario di cucina lombarda ed emiliana, nato su suggerimento del giornalista Orio Vergani che aveva fondato, nel 1953, l'Accademia Italiana della Cucina.
La scrittrice si spense a 60 anni a Milano il 12 febbraio 1966.

## Opere
- Facciamo il regalo a Biagio!, Corriere dei Piccoli, 1928
- Arriva papà!, Corriere dei Piccoli, 1929
- A guardia della casa, Corriere dei Piccoli, 1929
- Perché non diventammo milionari, Corriere dei Piccoli, 1930
- Lolli, Mursia, 1962
- I tre
- Il romanzo di molta gente, Mondadori, 1931
- La polizia indaga
- L'armadio misterioso
- Tutta la vita in una notte, 1955
- I demoni vestono come noi, 1955
- Un uomo non ama più , 1956
- Dinanzi a noi il cielo, 1956
- Chi sarà il nuovo re dei leprotti
- Gli animali al principio del mondo,  Mursia, ISBN 9788842589884
- Io e mio zio,  Mursia, 1960, ISBN 9788842589907
- Marilù,  Mursia,1961, ISBN 9788842500216
- L'inviata specialissima
- Violetta la timida, Mursia, 1963,p. 250, ISBN 9788842528630
- Le straordinarie vacanze di Violetta, Mursia, 1964, p. 242, ISBN 9788842589921
- La vetrina dell'orefice
- Seguendo una lira,  Mursia, ISBN 9788842589938
- Il carretto del mercante
- Daddi e Giogi
- Il signor Serafino
- Il diario di Giulietta
- Giulietta ha preso 0
- Giulietta se ne va
- Pierpaola
- Priscilla, Mursia, 1958, ISBN 9788842519003
- L'età acerba
- Trovar marito
- Gli eredi del circo Alicante,  Mursia, ISBN 9788842589891
- Il diario di Giulietta,  Mursia, ISBN 9788842500506
- Aniceto o la bocca della verità, pubblicato postumo rivisto e completato a cura di Giancarla Mursia Re. Mursia ISBN 9788842589853
- La moglie e le altre